# Episodi di Un cane di nome Wolf (quinta stagione)
La quinta stagione della serie televisiva Un cane di nome Wolf è stata trasmessa in anteprima nel Regno Unito dalla ITV tra il 7 ottobre 1992 e l'11 novembre 1992.
| nº | Titolo originale           | Titolo italiano | Prima TV UK      | Prima TV Italia |
| -- | -------------------------- | --------------- | ---------------- | --------------- |
| 1  | Police Dog                 |                 | 7 ottobre 1992   |                 |
| 2  | Newshound                  |                 | 14 ottobre 1992  |                 |
| 3  | Speaking in Barks          |                 | 21 ottobre 1992  |                 |
| 4  | Flying Dog                 |                 | 28 ottobre 1992  |                 |
| 5  | The Incredible Journey     |                 | 4 novembre 1992  |                 |
| 6  | The Six Million Dollar Dog |                 | 11 novembre 1992 |                 |